# Micropeza kawalli
Micropeza kawalli är en tvåvingeart som beskrevs av Gimmerthal 1847. Micropeza kawalli ingår i släktet Micropeza och familjen skridflugor. Inga underarter finns listade i Catalogue of Life.